# 若林潤一
若林 潤一（わかばやし じゅんいち、1971年2月3日 - ）は、日本の実業家であり、リムゲイト株式会社代表取締役。

## 略歴
岡山県出身。岡山市立吉備小学校、岡山市立吉備中学校、岡山大安寺高等学校、島根大学理学部数学科卒業。
岡山市内の独立系システム会社勤務を経て、転職ののち独立。
2005年9月コンサルティング事務所オフィス・リムゲート設立。
2007年よりコンサルティング先であった123サーバーの取締役社長COO就任。（のち、１２３ホールディングス株式会社取締役を兼務）2015年1月退任。
2015年4月リムゲイト株式会社設立。代表取締役就任。